# The Ibiza International Film Festival
The Ibiza International Film Festival — ежегодный фестиваль независимого кино, проводимый на острове Ивиса, (Испания).
Символ и высшая награда победителей фестиваля — золотой сокол (Falcó d’Or), создан по подобию сокола Элеоноры c берегов Ивисы, и напоминает о первом классическом фильме-нуар Мальтийский сокол Джона Хьюстона.
Слоган фестиваля «The independent spirit», что можно перевести как «независимый, свободомыслящий характер» предложен известным кинопродюсером Джонатаном Дебином. Ежегодно фестиваль собирает людей кино в месте, которое традиционно привлекает свободолюбивых, творческих натур и звезд.
Первый Международный кинофестиваль Ивисы состоялся в 2007 году под руководством Хавьера Бенлок (Xavier Benlloch).
Председатели и члены жюри фестивая в разные годы: Кьюба Гудинг младший, Жаклин Биссет, Майкл Ньюман, Майкл Рэдфорд, Карлос Бардем.